# 新邁丹
49°14′6″N 27°33′56″E / 49.23500°N 27.56556°E
新邁丹（烏克蘭語：Новий Майдан）是位於烏克蘭西部的村莊，由赫梅利尼茨基州裡赫梅利尼茨基區的沃夫科溫齊市鎮負責管轄。該村始建於1648年，面積0.44平方公里，海拔高度336米，2001年人口98，人口密度每平方公里225.3人。